# R-функція
R-функція (функція Рвачова) — числова функція дійсних змінних, знак якої цілком визначається знаками її аргументів за відповідного розбиття числової осі на інтервали {\displaystyle (-\infty ,0)} і {\displaystyle [0,\infty )}. Вперше R-функції введено в роботах В. Л. Рвачова. На відміну від класичної аналітичної геометрії, теорія R-функцій займається синтезом задач і рівнянь з відомими властивостями.
Для вивчення R-функцій потрібно знати не тільки класичну аналітичну геометрію, але й теорію множин.

## Визначення
Числова функція {\displaystyle z=z(x,\;y)} називається R-функцією, якщо існує така супровідна булева функція {\displaystyle \Phi \;} з таким самим числом аргументів, що
{\displaystyle \mathrm {sign} (z)=\Phi (\mathrm {sign} (x),\;\mathrm {sign} (y)).}
Аналогічно вводиться поняття R-функції за кількості аргументів {\displaystyle n\;>\;2.}
Кожній R-функції відповідає єдина супровідна булева функція. Зворотне хибне: одній булевій функції відповідає нескінченне число (гілка) R-функцій.
Множина R-функцій замкнута в сенсі суперпозиції R-функцій. Систему R-функцій {\displaystyle {\mathcal {H}}} називають достатньо повною, якщо множина всіх суперпозицій елементів {\displaystyle {\mathcal {H}}} (множина {\displaystyle {\mathcal {H}}}-реалізовних функцій) має непорожній перетин із кожною гілкою множини R-функцій. Достатньою умовою повноти є повнота системи {\displaystyle {\mathcal {H}}^{*}} відповідних супровідних булевих функцій.

## Повні системи R-функцій
Найчастіше використовують повну систему R-функцій {\displaystyle {\mathcal {R}}_{\alpha }} (при {\displaystyle -1<\alpha \leq 1}):
{\displaystyle x\wedge _{\alpha }y\equiv {\frac {1}{1+\alpha }}(x+y-{\sqrt {x^{2}+y^{2}-2\alpha xy}}),}
{\displaystyle x\vee _{\alpha }y\equiv {\frac {1}{1+\alpha }}(x+y+{\sqrt {x^{2}+y^{2}-2\alpha xy}}),}
{\displaystyle {\bar {x}}\equiv -x.}
При {\displaystyle \alpha =0\;} маємо систему {\displaystyle {\mathcal {R}}_{0}}:
{\displaystyle x\wedge _{0}y\equiv x+y-{\sqrt {x^{2}+y^{2}}},\quad x\vee _{0}y\equiv x+y+{\sqrt {x^{2}+y^{2}}},\quad {\bar {x}}\equiv -x.}
при {\displaystyle \alpha =1\;} маємо систему {\displaystyle {\mathcal {R}}_{1}}:
{\displaystyle x\wedge _{1}y\equiv {\frac {1}{2}}(x+y-|x-y|),\quad x\vee _{1}y\equiv {\frac {1}{2}}(x+y+|x-y|),\quad {\bar {x}}\equiv -x.}
В останньому випадку R-функції кон'юнкції і диз'юнкції збігаються з відповідними t-нормою і t-конормою нечіткої логіки:
{\displaystyle x\wedge y\equiv \min(x,y),\quad x\vee y\equiv \max(x,y).}

## Застосування
За допомогою R-функцій виявляється можливою побудова в неявній формі рівнянь меж складених ділянок за відомими рівняннями простих ділянок. Опис межі складеної ділянки у вигляді єдиного аналітичного виразу дозволяє створювати структури розв'язування крайових задач математичної фізики, що залежать від невизначених компонент і точно задовольняють граничним умовам. Невизначені компоненти таких структур можна далі знаходити одним з варіаційних або проєкційних методів розв'язування крайових задач (колокації, Релея — Ріца, Бубнова — Гальоркіна Петрова, найменших квадратів. Метод розв'язування крайових задач для рівнянь у часткових похідних на основі теорії R-функцій має назву структурного методу R-функцій або, в зарубіжній літературі, RFM (R-Functions Method).
R-функції можна розглядати як інструмент нескінченнозначної логіки або нечіткої логіки.
R-функції використовують (переважно вихованці харківської наукової школи) під час розв'язування широкого класу задач математичної фізики (теорії пружності, електродинаміки, теорії теплопровідності), а також у багатовимірній цифровій обробці сигналів і зображень, машинній графіці та інших галузях.

## Застосування теорії R-функцій і вейвлетів до розв'язування крайових задач математичної фізики
У роботі професора В. П. Кравченка і його учня А. В. Юріна запропоновано й обґрунтовано новий метод, заснований на теорії R-функцій і WA-систем функцій (вейвлетів, побудованих на основі атомарних функцій), із застосуванням варіаційного принципу Гальоркіна — Петрова.
При розгляді широкого класу крайових задач різної фізичної природи виникає необхідність у розв'язуванні диференціальних рівнянь у часткових похідних, у яких досліджувана ділянка має складну конфігурацію. У таких випадках, як правило, використовуються чисельні методи: сіткові (метод скінченних різниць, скінченних елементів, граничних елементів), варіаційні та проєкційні (метод Ріца, Бубнова — Гальоркіна Петрова, колокацій, Трефтца, метод найменших квадратів, метод фіктивних ділянок R-функцій). Однак, кожен з них має свої переваги і недоліки. Так, сіткові методи мають велику ефективність алгоритму (тому й набули значного поширення), але при цьому не точно враховують геометрію досліджуваного об'єкта. У разі варіаційних методів не завжди можна побудувати базисні функції, які задовольняли б усім необхідним умовам. Тому їх використання обмежене. Слід особливо наголосити на методі R-функцій, який володіє геометричною гнучкістю й універсальністю відносно вибраного способу мінімізації функціоналу. Застосування такого підходу вимагає значних обчислювальних витрат. Це обумовлено використанням структурних формул, в основі яких лежать побудовані за допомогою R-операцій функції ділянки. Такі функції можуть мати складну структуру, а для обчислення інтегралів від них за ділянкою нестандартної форми необхідно використовувати квадратурні формули з високим порядком точності. Вейвлет-базиси дозволяють обійти зазначені вище недоліки завдяки своїм унікальним властивостям і розробити адаптивну розрахункову схему без використання операції інтегрування. Такий підхід можливий завдяки введенню спеціальних коефіцієнтів, що відбивають диференціальні й інтегральні характеристики базису, а також коефіцієнтів розкладу за вейвлетами функцій ділянки, крайових умов і правої частини рівняння. Основним інструментом для реалізації нового методу на основі R-функцій і вейвлетів є схема Гальоркіна — Петрова розв'язування диференціальних рівнянь у часткових похідних.
У роботах на прикладі розв'язування крайових задач еліптичного типу показано ефективність методу R-функцій (функцій В. Л. Рвачова) в поєднанні з WA-системами функцій.